# 柳藍金花蟲
柳藍金花蟲（学名：Phratora similis）为金花蟲科細腳金花蟲屬下的一个种。